# هازجة صفراء
الهازِجة الصَّفراء هي إحدى أنواع هوازج الغياض، أي هوازج العالم الجديد. كانت تُعرفُ سابقًا باسمٍ علميّ مُختلف هو Dendroica petechia، وهي تُعتبرُ من حيث المعنى الواسع، أكثر أنواع جنس خاطفة العُث انتشارًا، إذ تُفرخُ في كامل أمريكا الشماليَّة تقريبًا، حتى شمال أمريكا الجنوبيَّة.
تأوي أمريكا الشماليَّة أكثر من 50 نوعًا من الهوازج، لكن قلَّةً منها تتمتع بألوانٍ باهية مُمتعة للنظر، تسمح لصاحبها أن يراها بسهولة وسط الأشجار والآجام، مثل الهازِجة الصفراء. تُغرِّدُ الذكور المطليَّة باللون الأصفر الزبديّ تغريدًا عذبًا رقراقًا خلال موسم التناسل في الصيف، وغالبًا ما يُعثرُ عليها وهي تُنشد أغنيتها في أشجار الصفصاف، والآجام الرطبة، وتقاطعات الطرق، عبر كامل أمريكا الشماليَّة تقريبًا.
تكتسي الإناث والفراخ اليافعة بكِسوةٍ أقل بهاءً من كِسوة الذكور، وتفتقدُ الخطوط الكستنائيَّة الكثيفة على الصدر، لكن لا يزال بالأمكان تمييزها عن باقي الأنواع والتأكد من انتمائها لهذا النوع عبر ريشها الأصفر ووجوهها اللامطليَّة وعيونها السوداء الداكنة.
توجد من هذه الطيور عدَّة أشكال ومجموعات، فبالإضافة إلى الشكل أو الطور الأصفر المُهاجر من أمريكا الشماليَّة، هُناك أطوارٌ أو أشكال أخرى مُقيمة مُفرخة في المكسيك وأمريكا الوسطى والكاريبي. الذكور من هذه الجمهرات يُمكن تمييزها عن ذكور أمريكا الشماليَّة عبر قلنسوتها الكستنائيَّة أو كِسوة رأسها الكستنائيَّة الكاملة.
غالبًا ما تقع أعشاش الهوازج الصفراء ضحيَّة تطفّل شحارير البقر بنية الرأس، وكثيرًا ما يُعثر على أعشاشها وقد أحيكت فوقها عدَّة طبقات من النبات لتغطية البيضة الأجنبيَّة والبيوض المُتطفَّل عليها، وقد يصل عدد الطبقات المُحاكة أحيانًا إلى ستَّة طبقات. يبلغ من صِغر حجم هذه الهوازج أنها قد تقع ضحيَّة شباك بعض أنواع العناكب الكبيرة.
تُمضي الهوازج الصفراء موسم التفريخ بين الآجام وغيرها من الموائل الطبيعيَّة المُبعثرة أو النامية، وبالأخص المشاطئيَّة، أي تلك الواقعة على ضفاف الأنهار والجداول وغيرها من الأراضي الرطبة. يُمكنُ العثور عليها أيضًا في غابات الصفصاف والقضبان القزمة في التندرة الشماليَّة، والحور الرجراج في الجبال الصخريَّة، أي جبال الروكي، وعلى حواف الحقول في شرق القارَّة، وفي بساتين أشجار جار الماء والقرانيا وغيرها من أشجار الزينة، وفي الغرب يُمكن العثور عليها حتى ارتفاع 9,000 قدم عن سطح البحر. يشتمل موطنها الشتويّ على غابات الأيكات الساحليَّة، والآجام الجافة، والسبخات، بالأخص في الأراضي المُنخفضة.

## الوصف

### الكِسوة

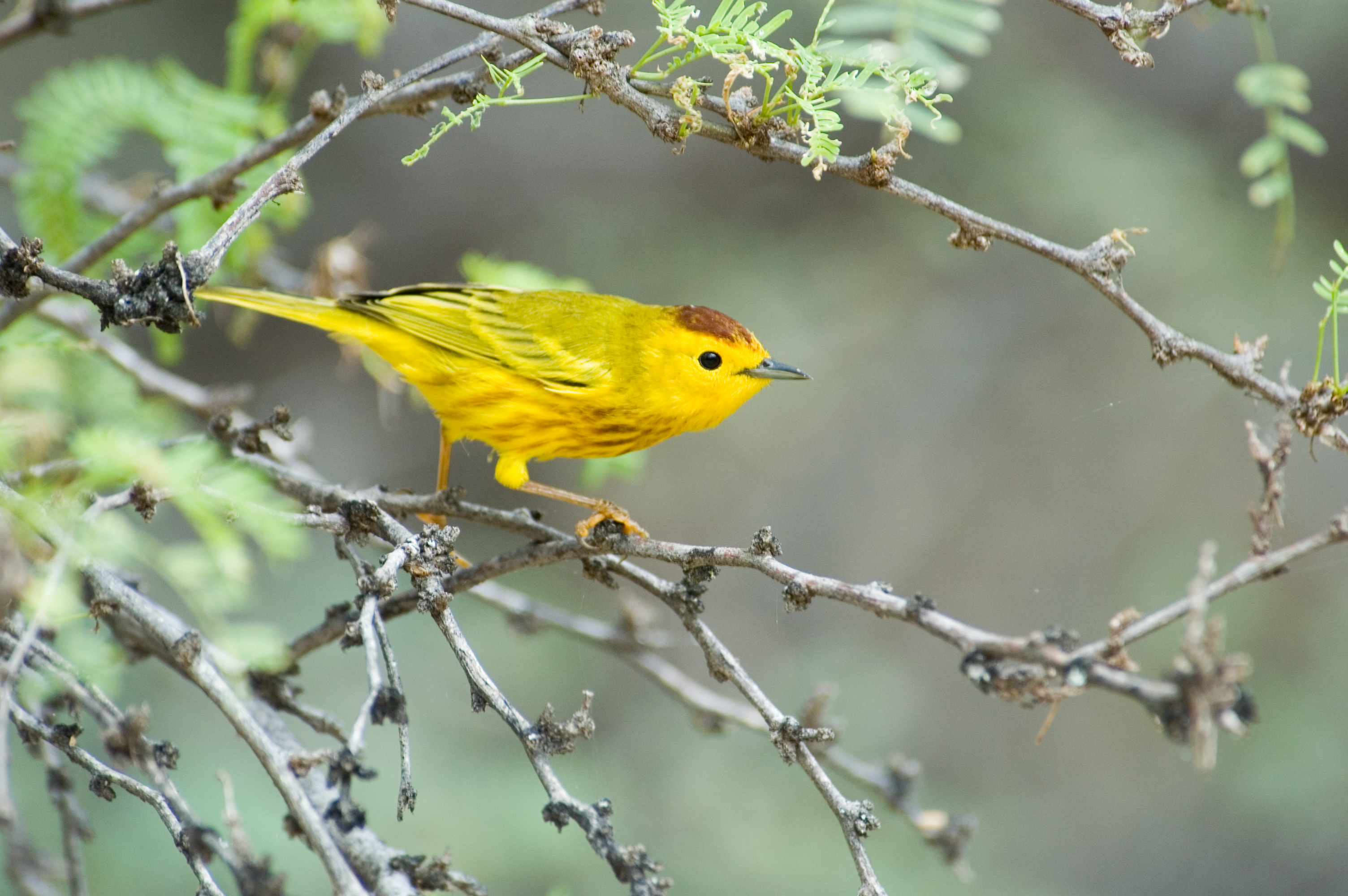
ذكر هازجة صفراء مُفرخ من جزيرة بونير.

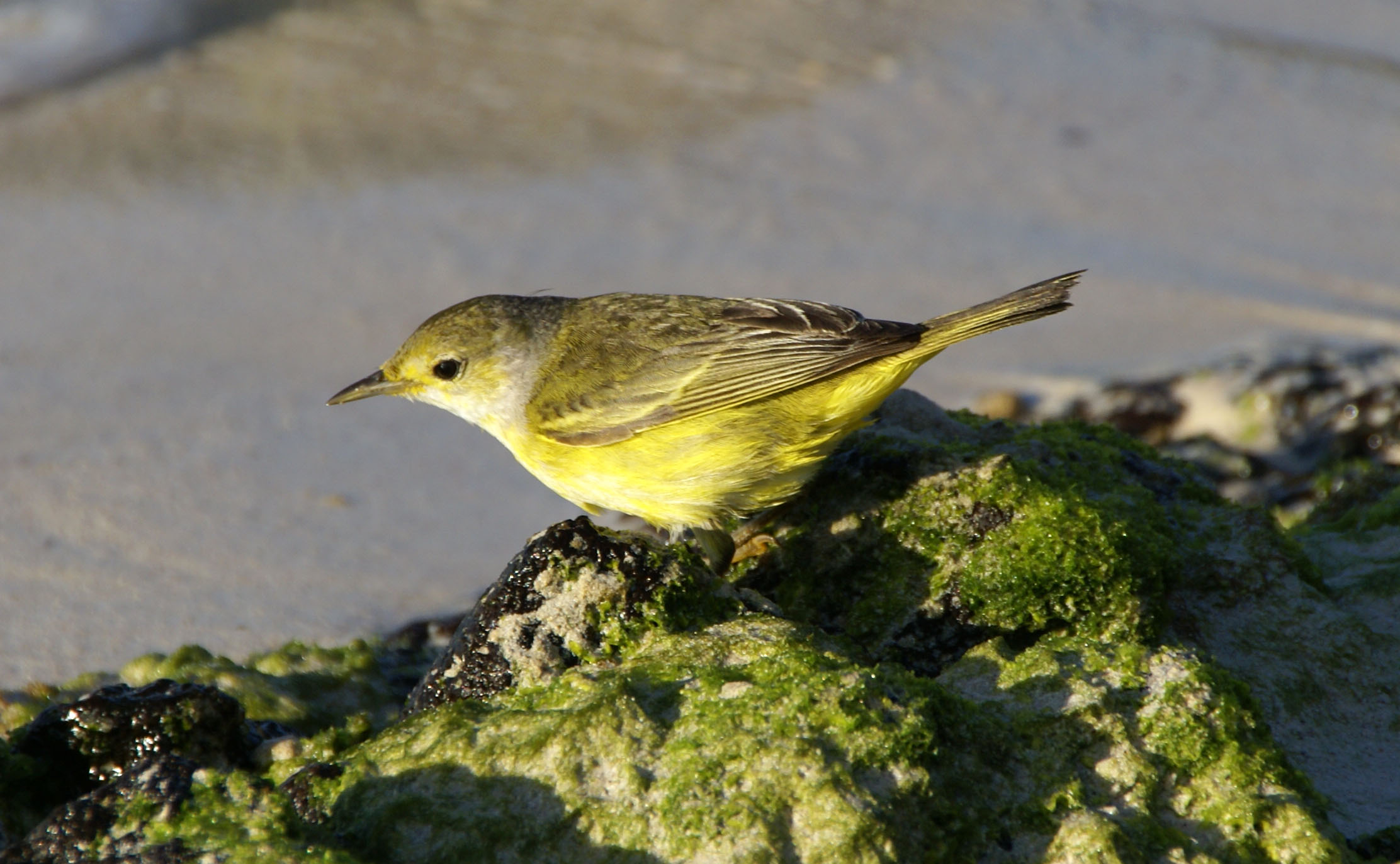
أنثى هازجة أيكات في جزيرة سانتا كروز.

تتشابه كل السُلالات مع بعضها البعض بشكلٍ كبير، ولا يُفرِّقها سوى كواسي الذكور المُفرخة خلال موسم التناسل. تكتسي الإناث والفراخ اليافعة والذكور بريشٍ متشابه خلال الشتاء، فيُصبحُ القسم العلويّ من جسدها أصفرٌ مخضرَ، والسفليّ أصفرٌ كامد، أمَّا بعد انقضاء هذا الفصل يُصبحُ بالإمكان التعرّف على الذكور وتمييز اليافعة منها عن الإناث، إذ تصطبغُ صدورها ورؤوسها بألوان البوالغ المُميزة، فيما تظلّ الإناث أبهت لونًا بعض الشيء، وبالأخص على رؤوسها. يمتلكُ كِلا الجنسين ريش طيرانٍ زيتونيّ ضارب للسواد ذو أطرافٍ صفراء، يظهرُ بعض الأحيان على شكل شريط باهت يمتد عبر الجناح. العينان داكنتان، كما المِنقار القصير الرفيع، بينما القدمان مصفرتان ضاربتان إلى الزيتونيّ، وهي تظهر باهتة عند بعض الأفراد وداكنة عند الأخرى.
الريشُ الصيفيّ هو الأكثرُ صفارًا عند الذكور المُفرخة، فيراها المرء وقد اكتست بلونٍ أصفرٍ لامع على القسم السفليّ من جسدها، وبلونٍ أخضر ضارب للذهبيّ على القسم العلويّ. وفي العادة يُمكنُ رؤية بعض الخطوط الباهتة ذات اللون الأحمر الصدئ على صدورها وجوانبها. تختلفُ حِدَّة ألوان السُلالات المُختلفة وفقًا لقاعدة گلوگر، التي تنص على أنَّ الأنواع مستوطنة الأقاليم الأكثر برودةً تميل لتكون أكثر بهتانًا من الأنواع المقيمة في الأقاليم الأكثر حرارةً ورطوبة، التي تميل لتكون أكثر غنىً وتزوُّقًا بالألوان.

### القدّ
يختلفُ قدّ الهازجة الصفراء باختلاف سُلالاتها، فيتراوحُ طولها بين 10 و18 سنتيمتر (3.9–7.1 إنش)، وباع جناحيها بين 16 إلى 22 سنتيمتر (6.3 إلى 8.7 إنشات). أمَّا زنتها فتتراوح بين 7 و25 غرامًا (0.25–0.88 أونصة) وتختلفُ باختلاف السُلالة أيضًا، وتتوقفُ على إذا ما كانت تلك السُلالة مُهاجرة أم مُقيمة مُفرخة، ومُعدلها العموميّ يبلغ 16 غرامًا (0.56 أونصة) في العادة، مع العِلم أنَّ أغلب الجمهرات المُفرخة في الولايات المُتحدة تتراوح زنتها بين 9 و10 غرامات (0.32–0.35 أونصة). يتراوحُ طول وتر الجناح بين 5.5 إلى 7 سنتيمترات (2.2 إلى 2.8 إنشات)، والذيل بين 3.9 و5.6 سنتيمترات (1.5 إلى 2.2 إنش)، والمنقار بين 0.8 و1.3 سنتيمترا (0.31 إلى 0.51 إنشًا)، أمَّا الرصغ فيتراوح طوله بين 1.7 و2.2 سنتيمتر (0.67 إلى 0.87 إنشًا).

### السُلالات

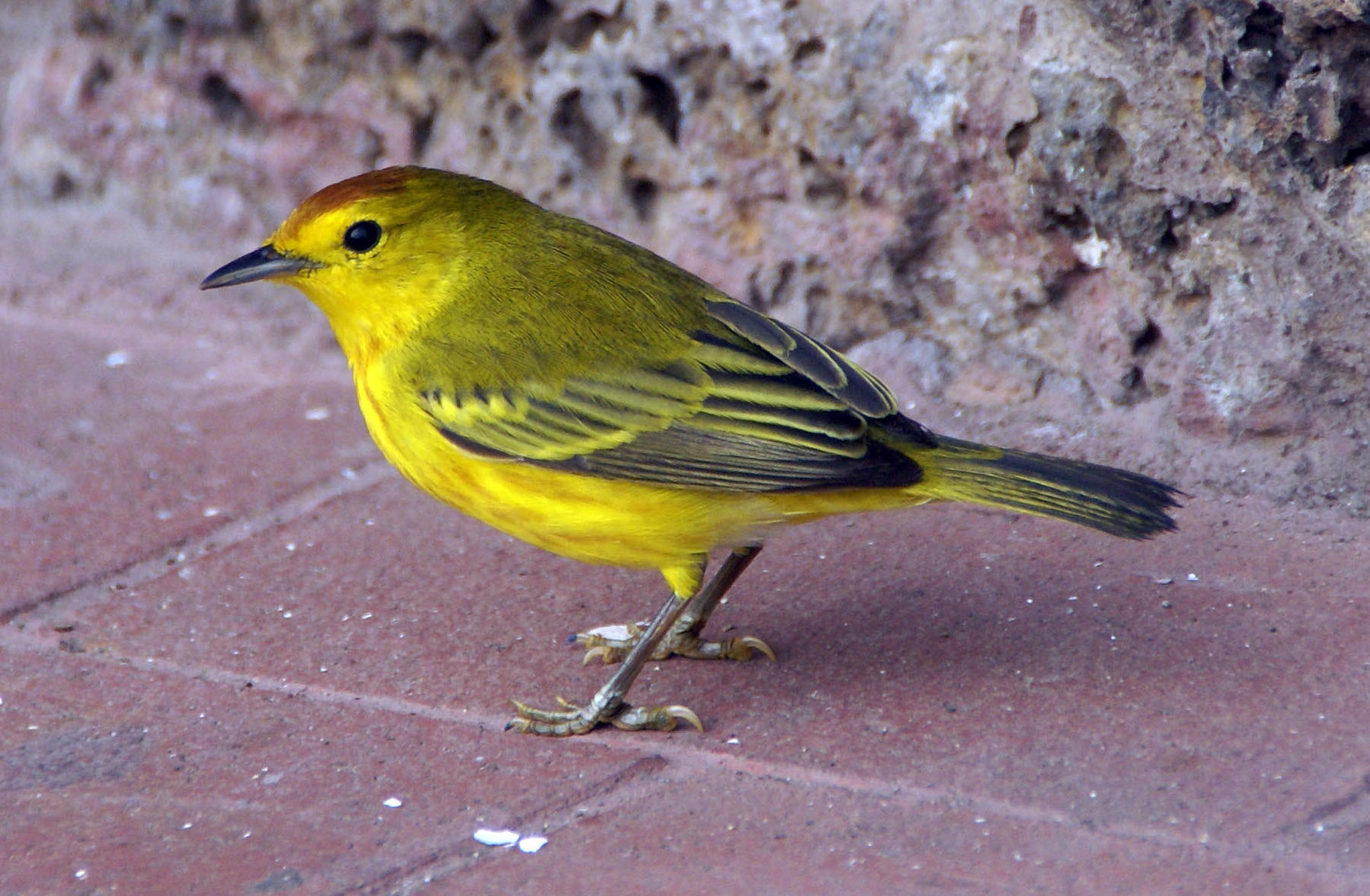
ذكر مُفرخ من هوازج الأيكات في بلدة پوريتو أيورا، بجزيرة سانتا كروز.

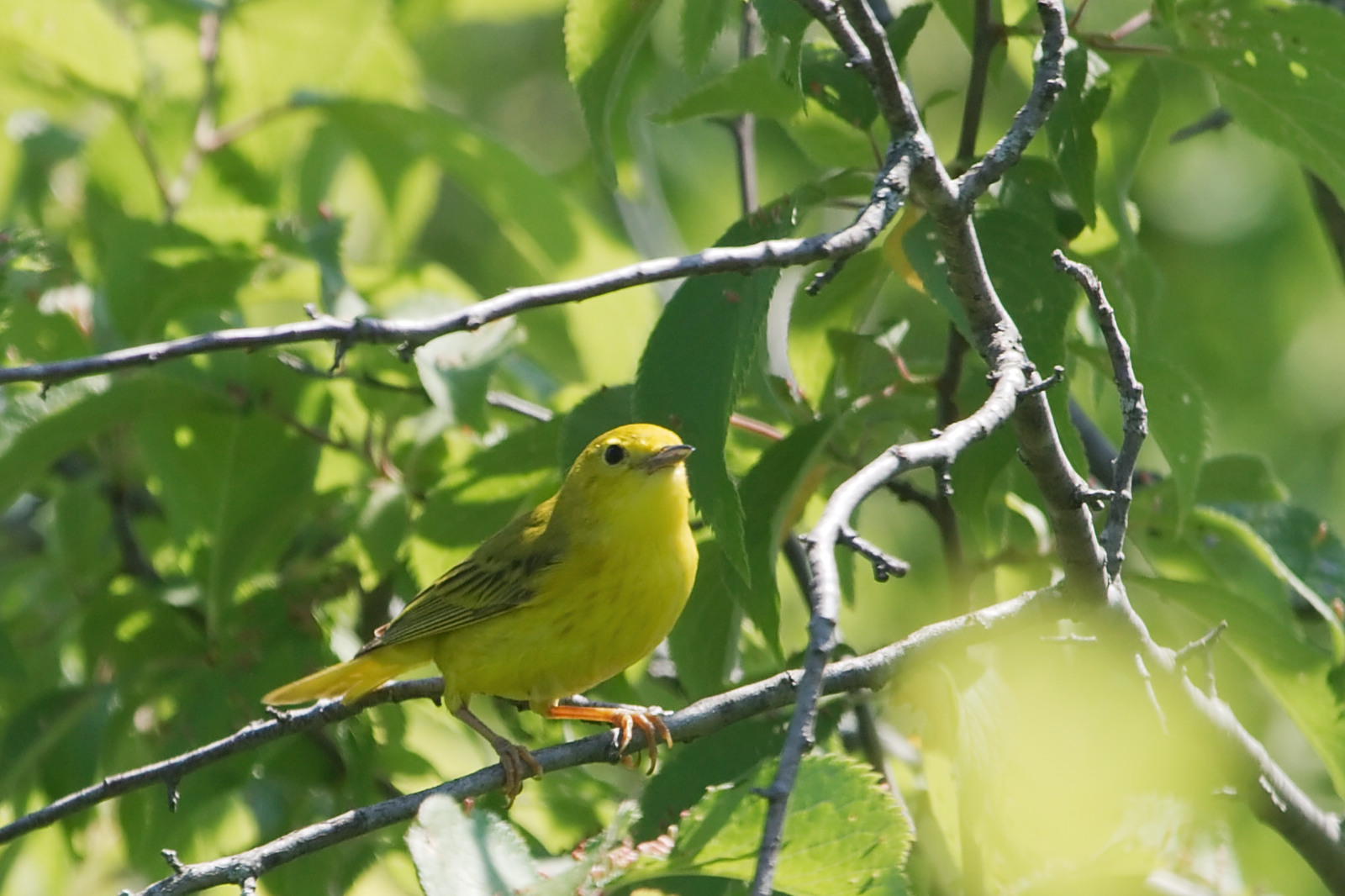
أنثى مُفرخة من مجموعة الهوازج الصفراء في سبخة هوريكون، بولاية ويسكنسن الأمريكية.

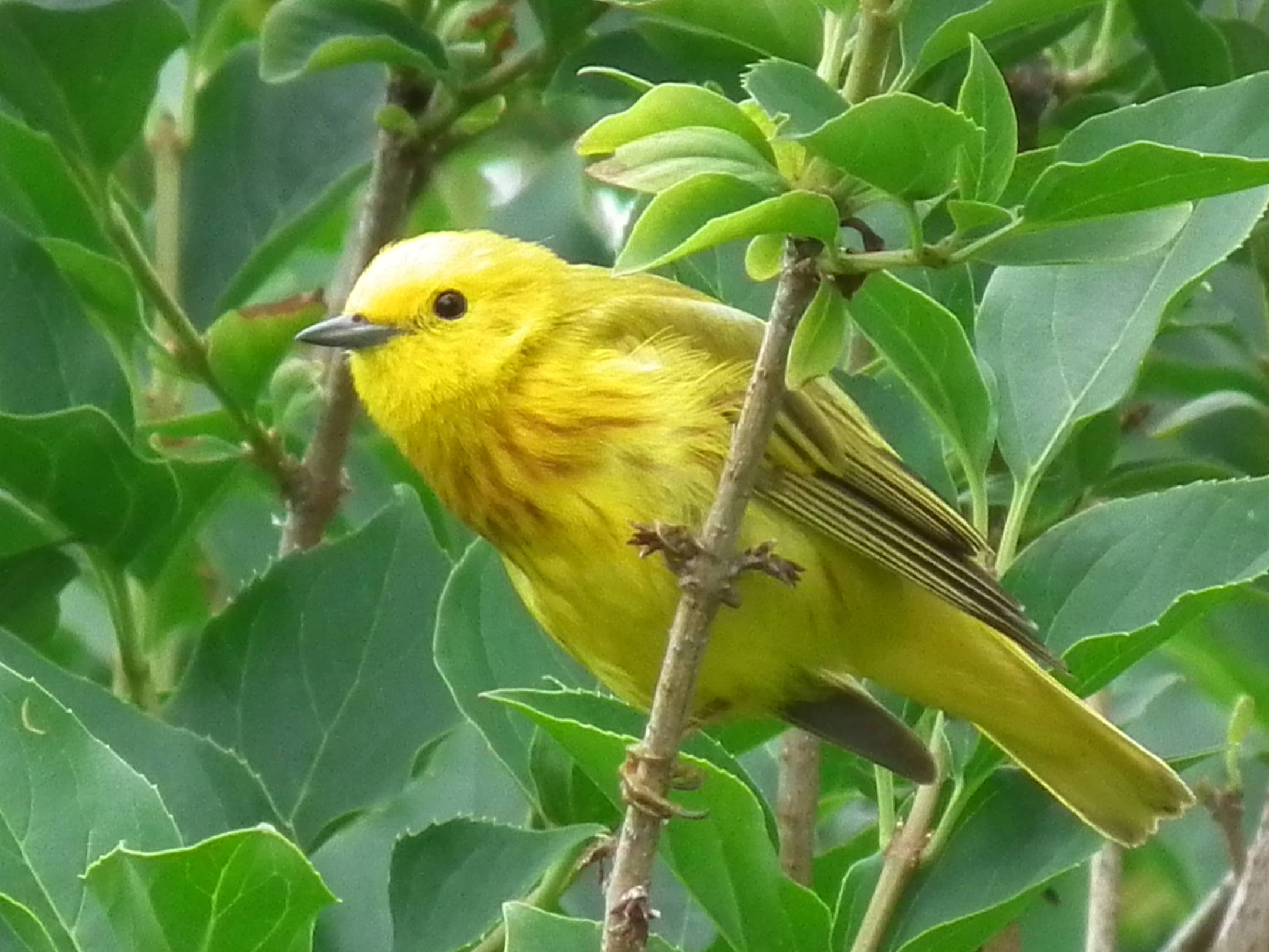
هازِجة صفراء من أونتاريو، كندا.

هُناك 35 سُلالة موثقة من هذه الطيور، يُقسمها العُلماء إلى ثلاثة مجموعات أساسيَّة استنادًا إلى لون رأس الذكر خلال موسم التفريخ. يعتبر البعض أنَّ كُل مجموعة من هذه المجموعات تُشكِّلُ في واقع الأمر نوعًا مُستقلاً بذاته، أو أنَّ مجموعة الهازجة الصفراء (مجموعة aestiva) تُعد نوعًا مستقلٌّ بذاته، بينما تُعدُّ مجموعتا هازجة الأيكات والهازجة الذهبيَّة نوعًا واحدًا مُستقلاً بذاته يحملُ الاسم العلمي D. petechia، وهذا الرأي الأخير هو ما يعتمتده حاليًا المجلس العالمي للحفاظ على الطيور، ويبني قائمة طيور العالم على أساسه. يُمكنُ القول أن سُلالات هذا النوع تخضع لقاعدة بريگمان القائلة بأنَّ الأنواع قاطنة المناطق الباردة أكبرُ حجمًا من تلك قاطنة المناطق الحارَّة، فيُلاحظُ فرق الحجم بين الأفراد قاطنة شمال أمريكا الشماليَّة، وتلك قاطنة الكاريبي على سبيل المثال. أمَّا المجموعات فهي:
- مجموعة الهازجة الذهبيَّة (مجموعة petechia؛ 17 سُلالة)،[7] مُقيمةٌ مُفرخة عادةً في سبخات الأيكات الساحليَّة، أي المنغروف، في جزر الهند الغربيَّة. بَعضُ الجمهرات المحليَّة قد تشتو في مناطق أخرى لفتراتٍ قصيرة، فعلى سبيل المِثال تبيَّن أنَّ السلالة الشرقيَّة (D. p. eoa) نادرةٌ للغاية على جزيرة الكيمن الكُبرى، كما ظهر أنَّها غائبة كُليًا عن جزيرة كيمن براك في شهر نوفمبر من عام 1979، على الرغم من أنَّها كانت شديدة الشيوع قبل عشر سنواتٍ من هذا التاريخ، ومألوفة جدًا خلال عاميّ 1972 و1973؛ ويقولُ الخُبراء أنَّ هذه الطيور تنتقلُ إلى مواقع أخرى خارج موسم تفريخها. ترتبطُ هذه المجموعة ارتباطًا وثيقًا بسبخات الأيكات الساحليَّة، وقلَّما يُعثرُ عليها بعيدةً عنها، فالهازِجة الذهبيَّة الكوبيَّة (D. p. gundlachi)، يصلُ أقصى مدى انتشارٍ لها إلى أرخبيل فلوريدا كيز، حيثُ وُثِّق وجودها هناك لأوَّل مرَّة في سنة 1941، ولم يُعرف عنها أنها تكاثرت هُناك إلا بحلول منتصف القرن العشرين.[11] سُلالات هذه المجموعة أصغرُ حجمًا في العادة من باقي السُلالات، فيصلُ وزنها إلى حوالي 10 غرامات (0.35 أونصة) أو أقل غالبًا،[12] ويُمكنُ أن يبلغ 6.5 غرامات (0.23 أونصة) فقط. تختلفُ الذكور المُفرخة عن ذكور الهازِجة الصفراء من ناحية ظهور قلنسوَّة، أو تاج، أو قناع أمغر (ضارب للاحمرار) على رؤوسها خلال فصل الصيف، وهذه القلنسوة هي ما يُمكن اللجوء إليه لتمييز السُلالات المضمومة في هذه المجموعة عن بعضها البعض، فمنها من يمتلك قلنسوةً واسعة ومنها من يمتلكها قصيرة، وأخرى تكون لديها غامقة وأخرى فاتحة.
- مجموعة هازجة الأيكات (مجموعة erithachorides؛ 12 سُلالة)،[7] يبلغ مُعدَّل طولها 12.5 سنتيمترات (4.9 إنشات)، وزِنتها 11 غرامًا (0.39 أونصة). تستوطنُ سبخات الأيكات الساحليَّة على طول سواحل أمريكا الوسطى وشمال أمريكا الجنوبيَّة؛ ومنها سُلالةٌ واحدة (D. p. aureola) تقطنُ جزر الغالاپاغوس بالمحيط الهادئ.[7] تختلفُ الذكور المُفرخة عن ذكور الهازجة الصفراء من ناحية امتلاكها قلنسوة أو تاج أمغر، في كِسوتها الصيفيَّة. يُمكنُ تمييز السُلالات عن بعضها البعض عبر تلك القلنسوة سالفة الذِكر، تمامًا كما هو الحال مع الهازِجة الذهبيَّة، التي يتقاطع موطنها معها بدرجةٍ كبيرة.[7]
- مجموعة الهازجة الصفراء (مجموعة aestiva؛ 6 سُلالات)،[7] تُفرخ عبر كامل الأقاليم المُعتدلة في أمريكا الشماليَّة، وتصلُ في موطنها جنوبًا حتى وسط المكسيك، ويُمكنُ العثور عليها أحيانًا في الموائل الرطبة، والأحراج، وأراضي الأشجار القمئية. هذه المجموعة مُهاجرة، تشتو سُلالاتها في أمريكا الوسطى والجنوبيَّة، وبعضُ الأفراد يُعثرُ عليها في أحيانٍ نادرة وقد وصلت مُنهكةً إلى شواطئ أوروبا الغربيَّة.[6]

### الأصوات
تغريد هذه الطيور عِبارة عن أستروفية موسيقيَّة، جرت عادة بعض الناس على تحويلها لأغنية إنگليزية تقول: sweet sweet sweet, I'm so sweet، اعتقادًا أنها تُبدو للسامع وكأنها تصدر بهذا الشكل، على أنَّها تختلفُ بشكلٍ واضح بين الجمهرات.
تُصدرُ الإناث بالأخص سقسقةً رقيقة ردًا على تغريد الذكر بعد انتهائه، وعندما تُدافعُ الطيورُ عن حوزها ضدَّ أي دخيل، تُصدرُ هسهسةً عدائيَّة، تبدو وكأنها نداءٌ مُميَّز لشحارير البقر. من النداءات الأخرى ما يُستعمل للتواصل بين الزوجين، أو بين الجيران، أو من قِبل الفراخ المُتوسلة طعامًا. تتواصلُ الهوازج الصفراء مع بعضها أيضًا عبر الوضعيَّات الجسديَّة ويُحتمل أنها تتواصل عبر اللمس أيضًا.

## الإيكولوجيَّة

### الموطن
تُفرخُ الهوازج الصفراء عبر كامل أمريكا الشماليَّة، من موائل التندرة شمالاً حتى أقصى الجنوب، لكنها تتحاشى الجنوب الغربي وخليج المكسيك. تحتل هوازج الأيكات والهوازج الذهبيَّة جميع المناطق التي تلي ذلك جنوبًا، حتى تبلغ الامتداد الشماليّ لجبال الأنديز. تشتو الهوازج الصفراء في عددٍ من المناطق الواقعة جنوب موطنها، من جنوبيّ كاليفورنيا حتى الأمازون، وبوليڤيا والپيرو.
تبلغ الهوازج الصفراء مواقع تفريخها الشتويَّة في أواخر الربيع، عادةً خلال شهريّ أبريل ومايو، ثم تعود إلى الجنوب مُجددًا مع بداية شهر يوليو، أي بحلول الوقت الذي تكون مُعظم الفراخ فيه قد اكتست بالريش. أغلبُ الجمهرات المُهاجرة تمضي وقتًا أطول في موطنها الشماليّ، ولا ترجع إلى الجنوب إلاّ خلال شهر أغسطس، فإن حلَّ آخره كان أغلبها قد غادر، لكن بعضها يبقى حتى حلول الخريف. يظهرُ أنَّ الهوازج الصفراء المُفرخة في شمال ولاية أوهايو الأمريكيَّة على الأقل، لا تُمضي وقتًا أطول في موطن تفريخها عمَّا كانت تفعل منذ 100 سنة.

### الموائل الطبيعيَّة

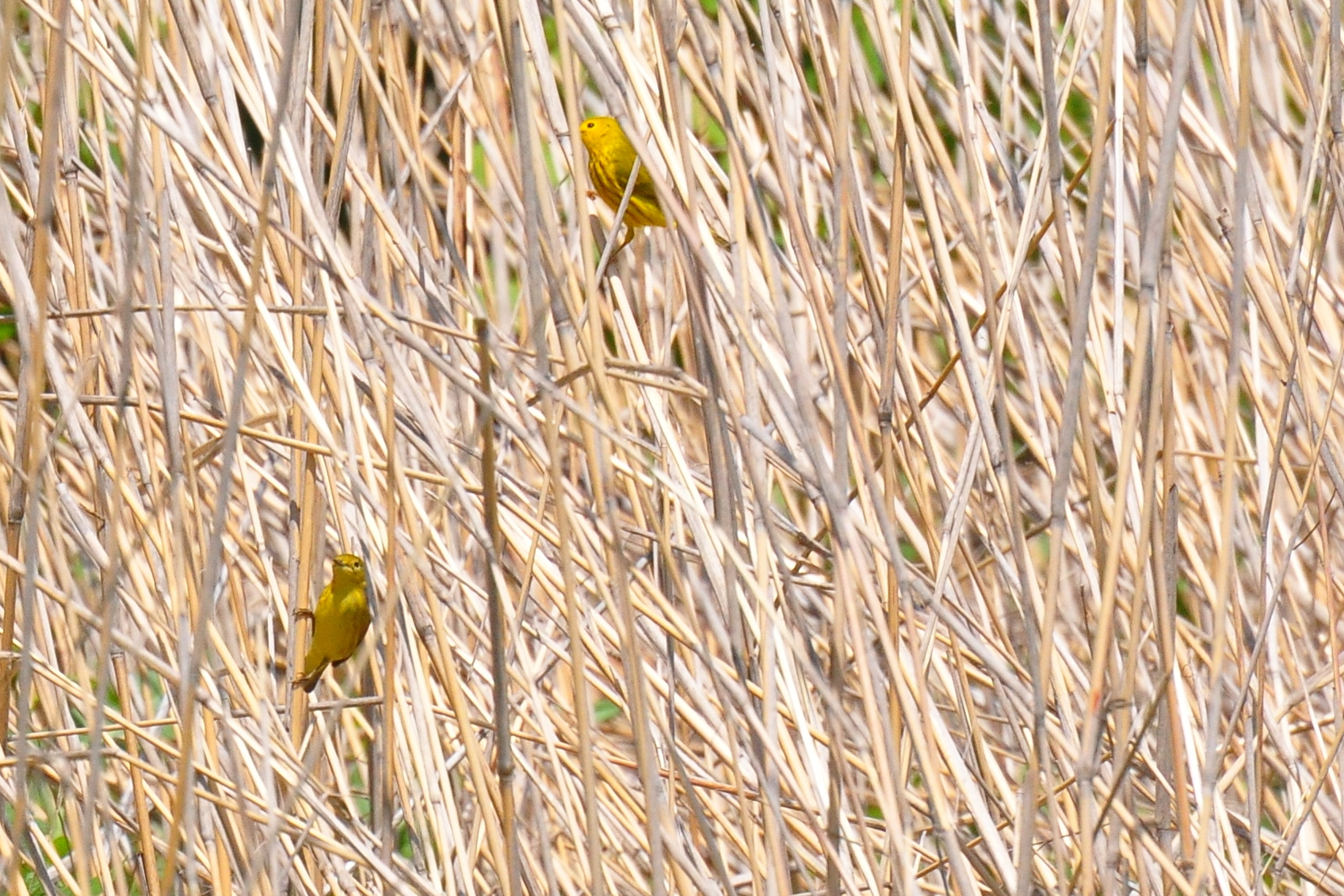
ذكر (في الأعلى) وأنثى يبحثان عن الطعام في إحدى حقول القصب بمنتزه ميل كريك ستريمواي، بولاية كانساس الأمريكيَّة.

تُفضّلُ الهوازج الصفراء سكن المناطق المشاطئة، أو الموائل الرطبة ذات الأشجار الصغيرة الوفيرة، وبالأخص الصفصاف. أمَّا المجموعات الأخرى، والجمهرات المُهاجرة، فتُفضِّلُ سكن سبخات الأيكات الساحليَّة، أي المنغروف، وما شابهها من الغابات والآجام. من الموائل الأخرى التي يُمكنُ العثور على هذه الطيور فيها، ولو بصورةٍ نادرة: أراضي الأشجار القمئية، والأراضي الزراعية، وحوافي الغابات. تُقدمُ الهوازج الصفراء تحديدًا على زيارة الموائل البشريَّة الأقل اكتظاظًا، من شاكلة ضواحي المدن والبساتين والحدائق العامَّة، وقد يُفرِخُ بعضها فيها. تُشاهدُ هذه الطيور في مجموعاتٍ صغيرة خارج موسم التفريخ، أمَّا إن حل فتصبحُ شديدة العدائيَّة والمناطقيَّة، فتطرد أي دخيل آخر من بني جنسها يتعدى حدود حوزها.

### الغذاء
تقتات الهوازج الصفراء على مفصليَّات الأرجل بشكلٍ أساسيّ، وبالأخص الحشرات، وهي تلتقطها عبر التدلي من الأغصان وإخراجها من بين الأوراق، فإن طارت وهربت، لاحقتها وأمسكتها في الهواء. تقتاتُ هذه الطيور أيضًا على أنواعٍ أخرى من اللافقاريَّات وبعض العوزات وغيرها من ثمار الفاكهة الصغيرة كثيرة العُصارة، وهذا النوع الأخير من الطعام تٌفضله مجموعة الهوازج الصفراء بالأخص، في موطن إشتائها. تُشكلُ اليساريع دعامة غذاء الفراخ، وهي تُظهرُ أحيانًا تفضيلاُ لنوعٍ مُعيَّن دون الآخر، مثل يساريع عُثَّة الهندسة.

### المُفترسات
تتعرَّض الهوازج الصفراء لخطر الافتراس من قِبل نفس أنواع الضواري التي تُهدد العصفوريات الصغيرة. تصلُ نسبة احتمال بقاء الهازجة البالغة حيَّة من سنة إلى أخرى إلى حوالي 50%؛ أمَّا الجمهرات الجنوبيَّة، فقد تبيَّن أنَّ قُرابة الثلثين من بوالغها تبقى حيَّة سنويًا لتشهد عامًا آخر. يتعرَّض أقل من عُش هازجة صفراء واحدة إلى هجوم مُفترس من بين ثلاثة أعشاش كمعدَّل، وبالمُقابل يتعرَّضُ عُشَّان من أصل ثلاثة أعشاش تابعة للهوازج الذهبيّة وهوازج الأيكات إلى هُجوم حيوانٍ مُفترس.
من أبرز مُفترسات البيض: الأفاعي، والغرابيَّات، والقوارض المُتسلِّقة، أمَّا البوالغ المريضة أو المُلتهية، والفراخ، والطيور الياقعة، فتفترسها طائفةٌ أخرى من اللواحم، من أبرز أعضائها: الثعالب الحمراء، والقطط المستأنسة أو الوحشية، والعرسيَّات. قلَّما تُمثلُ الضواري سالفة الذكر خطرًا يُهدد الهوازج البالغة السليمة رشيقة الحركة، لكن بعض أنواع الجوارح الصغيرة قادرة على الفتك بها، ومن هذه: العوسق الأمريكي، وباز كوپر، والباز المُخطَّط، والبومات الصرَاخة.
يظهرُ أنَّ هذه الهوازج نادرًا ما تُمارس الغوغائيَّة على مُفترسٍ مُهاجم، أي تتجمع وتطارد المُفترس أو تنقره وترغمه على الفِرار. يُستثنى من ذلك شحارير البقر المُتطفلة على الأعشاش. الهوازج الصفراء ثويَّة (أي مُضيفة) مألوفة لبيوض شحارير البقر بُنيَّة الرأس، حيث أشارت الدراسات أنَّ حوالي 40% من إجمالي أعشاش هذه الطيور حضنت بيضة من بيوض الشحارير مرَّة واحدةً على الأقل. بالمُقابل، تُشكِّلُ الجمهرات قاطنة المناطق الاستوائيَّة مُضيفات لبيوض شحارير البقر اللمَّاعة، غير أنَّ عُشٌّ واحد من أصل 10 يتعرَّض للتطفل. كثيرًا ما تُقدمُ الهوازج الصفراء على تغطية عُشها الذي تعرَّض للتطفل بطبقة ثانية من النباتات ما أن تتعرف على البيضة الأجنبيَّة، وعادةً ما تتفادى بيوضها الخاصة وتتركها لتفسد، وتضع فقسة جديدة على الطبقة حديثة الإنشاء، وفي بعض الأحيان يهجر الأبوان عُشهما كُليَّةً ويُنشآ عُشًا آخر. تعيش فراخ شحارير البقر في العُش مع إخواتها بالتبني، ولا تعمتد إلى قتلها كما تفعل فراخ الوقواقات، فإن نفقت تلك فذلك يكون غالبًا بسبب الجوع، إذ يستأثرُ فرخ الشُحرُور الأكبر حجمًا بحصة الأسد من الطعام؛ وفي بعض الأحيان يُمكن العثور على فراخ الهوازج وفرخ الشُحرور وقد اكتست بالريش سويًا في نفس العش.
عدا عن الافتراس، فإنَّ أسباب النفوق الأخرى لهذه الطيور غير معلومة. بلغ أقصى أمد حياة لطائرٍ بريّ من هذا النوع 10 سنوات. أظهر فحص إحدى الهوازج المُشتية التي قُبض عليها بالقرب من بلدة توربو بكولومبيا، أنها لا تُعاني من أيَّة طُفيليات في دمائها، على العكس من باقي الأنواع المُهاجرة التي شملتها الدراسة، ومن غير الملعوم إن كان هذا ذو دلالة مُعينة، أم أنَّ جميع الطيور المُشتية في تلك المنطقة تفتقدُ تلك الطفيليَّات.

### التفريخ

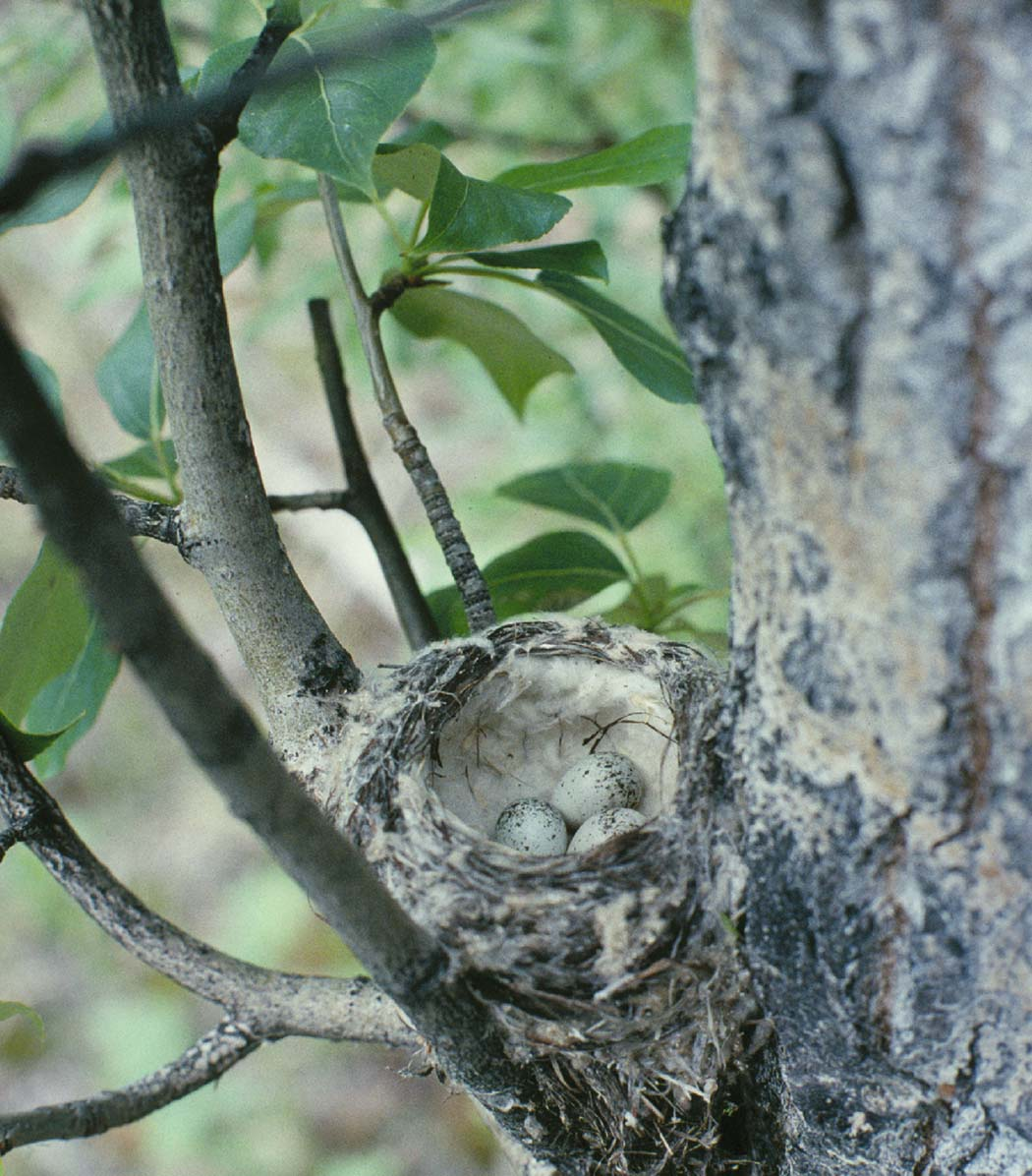
عش هازِجة صفراء يحوي فقسةً صغيرة.

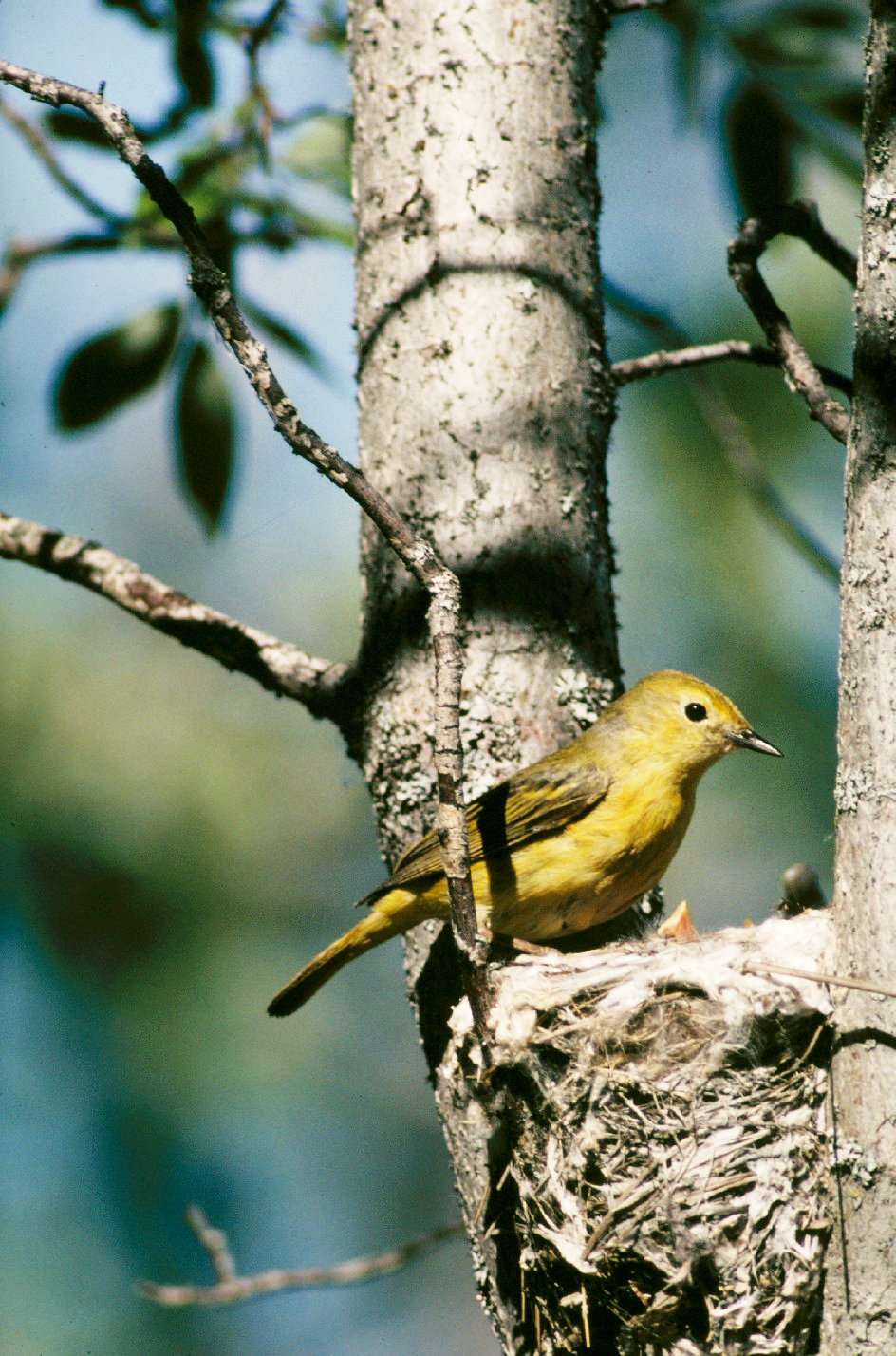
أنثى تعتني بفراخها في ملجأ يوكون فلاتس للحياة البريَّة، بولاية ألاسكا.

تُفرِخُ الهوازج الصفراء، كغيرها من هوازج العالم الجديد، في الأشجار، حيثُ تبني عُشًا صغيرًا كأسيّ الشكل. يتولى كلٌ من الذكر والأنثى مُهمة العناية بالعش وترتيب أموره، لكنَّ توزيع المهام يختلف بينهما، فتتولى الأنثى مهمة إنشاء العُش وصيانته، ورخم الحضنة والفراخ، كما أنها أكثر من يُطعم الصغار. أمَّا الذكور فتتولى مهمة حراسة العُش، وإحضار الطعام وإعطاءه للأنثى المنتظرة حتى تطعمه للفراخ. تستحيل مهمة الأنثى أكثر إرهاقًا مع اقتراب الفراخ من مرحلة التريُّش.
تختلفُ الهوازج الصفراء عن هوازج الأيكات (بما فيها الهوازج الذهبيَّة) من حيث بضعة خصائص تفريخيَّة، فالأولى تتبعُ ما اصطُلح على تسميته بالاستراتيجيَّة R، ويُقصد بها إنجاب عدد كبير من الصغار بغض النظر عن «النوعيَّة» (سلامة مورثاتها وبُنيتها وغير ذلك)، لكن الاختلاف الأبرز يتعلَّق بكيفيَّة التكيّف مع الظروف البيئيَّة واستغلالها، فالهوازج الصفراء تبدأ بالتناسل خلال شهر أبريل أو مايو، بينما تُفرخ هوازج الأيكات على مدار العام. كما يُعرفُ عن الهوازج الصفراء أنها قادرة على إنشاء صغارها خلال مدَّةً قصيرة جدًا يُمكنُ أن تصل إلى 45 يومًا، وفي العادة حوالي 75 يومًا، أمَّا في المناطق الاستوائية فتحتاج الطيور إلى أكثر من 100 يوم حتى تُنشئ فراخها نشأةً كاملة. تتودد الذكور إلى الإناث عبر التغريد؛ وقد لوحظ أنَّ الفرد منها قادرٌ على تغريد أكثر من 3,200 تغريدة في اليوم. وهذه الطيور كمعظم الطيور الغرّيدة، متسلسلة الزواج الأحادي، أي تكتفي بشريكٍ واحد أصلي لكنها قد تُجامع أخرى إن سنحت لها الفرصة؛ وقد أظهرت الدراسات أنَّ حوالي 10% من هوازج الأيكات، وحوالي نصف الهوازج الذهبيَّة مُتعددة الشركاء. قِلَّةٌ من الهوازج الصفراء تتناسل أكثر من مرَّة واحدة في السنة؛ لكنَّ أنثى واحدة من أصل عشرين من هوازج الأيكات قد تفعل، أيضًا إن فشلت المُجامعة فإنَّ أيَّا من أفراد المجموعتين قد يحاول التفريخ مُجددًا في ذات العام.
يتراوح عدد البيض في الحضنة بين 3 و6 بيضات (عادةً 4–5، نادرًا 1–2). تستمر فترة الرخم حوالي 11 يومًا، وقد أسبوعين في بعض الأحيان. يبلغ مُعدَّل وزن الفراخ 1.3 غرامات (0.046 أونصة)، تحضنها الأنثلا لفترةٍ تدوم ما بين 8 و9 أيام بعد الفقس، وتُغادرُ العش في اليوم الذي يليه أو الذي يلي هذا الأخير. بالمقابل، تضح هوازج الأيكات 3 بيضات كمعدَّل، وترخمها لفترةٍ تزيد عن تلك سالفة الذِكر بيومان تقريبًا، وتستمر فترة الحضن لما بعد التفقيس حوالي 11 يومًا. يتولَّى نصف الآباء (أكثر من النصف بقليل عند هوازج الأيكات، وأقل بعض الشيء عند الهوازج الصفراء) العناية بالفراخ حديثة التريُّش بعد مُغادرتها العُش، وتستمر هذه العناية لحوالي أسبوعين أو أكثر، وفي بعض الأحيان ينفصل الزوجان مُبكرًا، ويعتني كلٌ منهما بفرخين أو ثلاثة.
تستقلُ الفراخ عن والديها بشكلٍ تام بعد حوالي 3 أو 4 أسابيع من الفقس، وتبلغ مرحلة النضج الجنسي عندما تبلغ سنةً من العمر، فتسعى وراء شريكٍ كي تتنتسل معه على الفور. يَصلُ فرخٌ واحد من أصل أربعة فراخ هوازج الأيكات إلى مرحلة التريُّش، وذلك بسبب الحوادث وحالات الافتراس التي تتسبب غالبًا بفقدان الحظة كلها، بالمُقابل يُلاحظ أنَّ 55% من إجمالي أزواج الهوازج الصفراء تنجح في تربية فرخٍ واحد على الأقل حتى مرحلة البلوغ.

### حالة الانحفاظ
تُعدُّ هذه الطيور مُفيدةً جدًا للبشر، ومن أبرز فوائدها اقتيات صغارها بالأخص على كميَّات هائلة من الحشرات الداخلة ضمن نطاق الآفات بالنسبة للإنسان، كما أنَّ الكثيرون يُعجبون بتغريد الذكور المُفرخة العذب، الذي وُصف بأنَّه «بهيج» و«موسيقيّ»، وقد أدَّت هذه الخاصية إلى استقطاب الكثير من هواة الطيور إلى مناطق تفريخ الهوازج الصفراء للتمتع بمنظرها في البريَّة والاستماع إلى تغريدها، مما أنعش السياحية البيئيَّة في عددٍ من المناطق. البوالغ من هذه الطيور موزعة مهمة لبذور النباتات، فهي تأكلها وتُخرجها في مكانٍ بعيد طارت إليه، على أنَّه يُحتمل أن تنشر أيضًا أنواعًا دخيلة من الأعشاب الضارة التي تستسيغ طعم ثمارها. ولم يتبيَّن من خلال الدراسات أنَّ للهوازج الصفراء أي تأثير ضار على الإنسان أو مصالحه المعيشيَّة.
هذه الطيور شائعة للغاية ويُمكن العثور عليها في موطنٍ شاسع؛ وبالتالي فإنَّ الاتحاد العالمي للحفاظ على الطبيعة لا يعتبرها أنواعًا مُهددة بالانقراض. لوحظ انخفاضٌ بأعداد بعض الجمهرات المحليَّة في أمريكا الشمالية والجنوبية، ويرجع ذلك إلى تدمير موائلها الطبيعيَّة وتلوّثها، عبر إزالة الغابات واستخدام مُبيدات الأعشاب ومُبيدات الآفات لحماية المزروعات، وبسبب الرعي الجائر أيضًا في أحيان أخرى. على الرُغم من هذا، يُعرف عن الهوازج الصفراء أنها كائناتٌ كثيرة النسل، قادرة على إعادة أعدادها إلى ما كانت عليه، إن سنحت الفرصة لموائلها الطبيعيَّة أن تُرمم نفسها.
تحظى الجمهرات الأمريكيَّة الشماليَّة بالحماية القانونيَّة بمقتضى قانون الأنواع المُهاجرة لعام 1918. تُصنَّف هازجة باربادوس الذهبيَّة (D. p. petechia) على أنها «نوعٌ أجنبيّ مُهدد» وفق قانون الولايات المتحدة للأنواع المُهددة (ESA) الصادر منذ عام 1970؛ فيُمنعُ استقادمها إلى الولايات المُتحدة لأي سبب كان، إلا لغايةٍ علميَّة أو تثقيفيَّة أو انحفاظيَّة. يُصنِّفُ القانون سالف الذكر كُلاً من الهازجة الصفراء الكاليفورنيَّة (D. p./a. brewsteri) والهازجة الصفراء السونورانيَّة (D.p./a. sonorana) على أن وضعها «مدعاة للقلق». تُعرفُ هذه الطيور بالعاميَّة أحيانًا باسم «عصافير الصيف الصفراء».